# Metropolia Raipur
Metropolia Raipur – jedna z 24 metropolii kościoła rzymskokatolickiego w Indiach. Została erygowana 27 lutego 2003

## Diecezje
- Archidiecezja Raipur
  - Diecezja Ambikapur
  - Diecezja Jaszpur
  - Diecezja Raigarh
  - Eparchia Jagdalpur (syromalabarska)

## Metropolici
- Joseph Augustine Charanakunnel (2004-2013)
- Victor Henry Thakur (od 2013)